# للاند (ویسکانسین)
للاند (به انگلیسی: Leland) یک منطقهٔ مسکونی در ایالات متحده آمریکا است که در شهرستان ساوک، ویسکانسین واقع شده‌است. للاند ۲۳۸٫۹۷ متر بالاتر از سطح دریا واقع شده‌است.